# La Châtre (casato)
La Châtre è un nobile casato francese.

## Storia
La stirpe è nota dal XIV secolo. Il nome proviene dalla signoria di La Châtre nel Berry. Centro dei possedimenti della famiglia era la signoria di Nançay presso Vierzon, che nel 1609 fu elevata a contea. Collegata alla famiglia è soprattutto la signoria di  La Maisonfort, che nel XV secolo fu acquisita attraverso un matrimonio. Porta il loro nome anche il più famoso appartenente alla famiglia, Claude de La Châtre, baronee di La Maisonfort, che nel 1594 ricevette il titolo di Maresciallo di Francia e nell'anno della sua morte (1614) quello di Connestabile di Francia. Suo figlio, Louis de La Châtre de La Maisonfort, nel 1616 divenne anch'egli Maresciallo di Francia. Dal XVII secolo i conti di Nançay, presero il nome, senza esserne autorizzati, di marchesi de La Châtre.
Nel 1815 Louis Claude de La Châtre fu nominato Pari di Francia e nel 1817 ricevette il titolo nobiliare di duca. Con lui si estinse il casato dei La Châtre.

## Albero genealogico (estratto)

### Die Herren di Nançay
1. Philippe, Signore di Besigny e di Bressigny (verso il 1360); ∞ Marie de Vanecy
  1. Guillaume, Signore di Besigny e di Nançay; ∞ Agnes, figlia di Godemar, Barone di Linières
    1. Jean, Signore di Nançay e di Besigny; ∞ Huguette di Voudenay
      1. Pierre, Signore di Nançay; ∞ Marie, figlia di Jean de Rouy, Signore di Meneron-sur-Naon
        1. Claude, Signore di Nançay e di Besigny; ∞ Catherine, Dama de La Maisonfort, figlia di Jean de Menou, Signore di La Ferté-Menou
          1. Gabriel († 1538), Signore di Nançay e di Besigny, barone de La Maisonfort; ∞ I Marie, figlia di Guillaume, Signore di Saint-Amadour; ∞ II Jeanne Sanglier († 1558)
            1. Joachim († 1546), Signore di Nançay, di Besigny e di Sigonneau; ∞ Françoise Dama di La Baritaudiére, figlia di Antoine Foucher, Signore di Thenye
              1. Gaspard († 1576), Signore di Nançay e di Sigonneau; ∞ Gabrielle, figlia di René de Batarnay, Conte del Bouchage
                1. Henri, 1609 Conte di Nançay, Signore di Signonneau e di Bridore; ∞ I Marie, figlia di Jacques de La Gueste, Signore di Laureau; ∞ II Gasparde, figlia di Jacques Mitte, Signore di Miolans – Successori (vedi sotto)

              2. Balthasar, Signore di Besigny

            2. Claude, Barone de La Maisonfort; ∞ Anne, Dama di La Ferté-sous-Reuilly, figlia di Florimond Robertet, Signore d’Alluye
              1. Claude († 1614), Barone de La Maisonfort, 1594 Maresciallo di Francia; ∞ Jeanne, figlia di Gui I., Barone di Jarnac
                1. Louis († 1630), Barone de La Maisonfort, 1616 Maresciallo di Francia; ∞ I Urbaine, figlia di Louis, Conte di Montafié; ∞ II Elisabeth († 1654), figlia di Jean d'Estampes, Signore di Valençay (casato degli Estampes)
                  1. (II) Louise-Henriette, Baronessa de La Maisonfort; ∞ I François de Valois, conte d'Alais, († 1622), (Casato dei Valois-Angoulême); ∞ II François, duca di Uzès († 1680), (casato dei Crussol); ∞ III Claude Pot, Signore di Rhodes, Gran cerimoniere di Francia, (Casato dei Pot)

                2. Anne († 1605), badessa di Faremoutiers
                3. Marie; ∞ Charles de Balzac, Signore di Entragues, (casato dei Balzac)
                4. Marguerite; ∞ Henri I., Marchese de La Ferté-Senneterre († 1662)
                5. Françoise († 1643), badessa di Faremoutiers

        2. Jacques († 1568), Signore di Sillac
        3. Jacqueline; ∞ Guillaume Pot, Signore di Rhodes, Gran cerimoniere di Francia, (casato dei Pot)

      2. Antoine, Signore di La Porcheresse

    2. Guillaume, Signore di Estréchy
    3. Jean, Seignore di Estrechy e di Combron

  2. Philippe, Signore di Marchereux

### Conti di Nançay
1. Henri, 1609 Conte de Nançay, Signore di Signonneau e di Bridore; ∞ I Marie, figlia di Jacques de La Gueste, Signore di Laureau; ∞ II Gasparde, figlia di Jacques Mitte, Signore di Miolans 
  1. Edme († 1645), Marchese di La Châtre, Conte de Nançay; ∞ Françoise, Dama di Boucart († 1645), figlia di François de Cugnac, Marchese di Dampierre
    1. Louis († 1664), Marchese de La Châtre, Conte di Nançay; ∞ Charlotte, Dama di Rosières († 1720), figlia di Henri di Hardoncourt, Signore di Rosières
      1. Louis-Charles († 1730), Marchese de La Châtre, Conte di Nançay; ∞ Marie Charlotte de Beaumanoir († 1725), figlia di Enrico III di Beaumanoir, Marchese di Lavardin
        1. Louis-Charles († 1734), Conte di Nançay; ∞ Elisabeth († 1771), figlia di Jean, Marchese di Goussainville
          1. Charles-Louis, Conte di Nançay; ∞ Isabelle († 1794, giustiziata) figlia di Esprit de Harville, Marchese di Traînel
            1. Louis-Claude, 1824 Conte de Nançay e di La Châtre, 1817 Duca de La Châtre, 1815 Pari di Francia, tenente-generale; ∞ Marie Charlotte († 1848), figlia di Louis Bontemps
              1. Alphonse-Louis († 1802), Visconte di Nançay

            2. Louis-Sylvestre, 1817–1829 vescovo di Beauvais
            3. Marie-Claude; ∞ Louis, Conte di Sérignac
            4. Louise-Charlotte; ∞ Jérôme de La Martelière, Conte di Fai

          2. Louise-Elisabeth; ∞ I Michel Dreux, Conte di Brézé; ∞ II Louis, Conte di Jaucourt

        2. Claude (1698–1740), vescovo di Agde 1726–1740

    2. Louise-Antoinette († 1723); ∞ Louis de Crevant, duca di Humières